# Старочеркаська

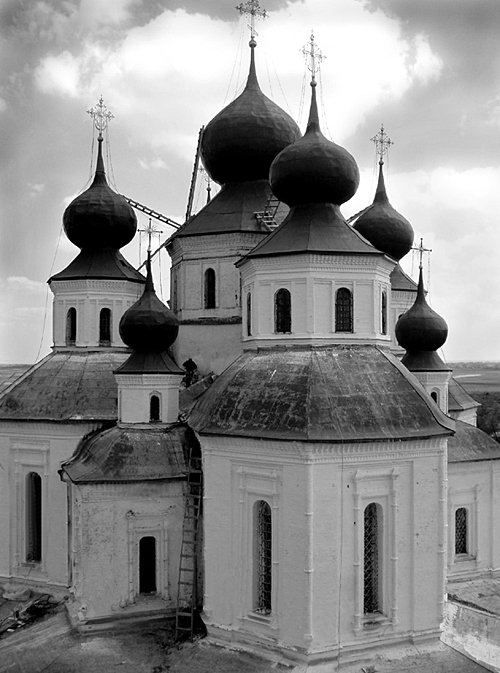
Відновлений кафедральний собор

Старочерка́ська (Старочерка́ськ, до 1805 року Черка́ськ) — станиця в Аксайському районі Ростовська область, Росія. Засноване наприкінці 16 століття. Розташована на правому березі р. Дон, приблизно за 35 км вгору за течією від Ростова-на-Дону.
Відома тим, що була центром Донської козачої культури і політики протягом майже двох століть як столиця Області Війська Донського. Через регулярний таскин і затоплення міста, козаки перенесли свою столицю у вище місце до Новочеркаську в 1805 році.
У районі Старочеркаської є понад сорока визначних історичних та культурних пам'яток, в тому числі Собор Воскресіння Христового (Воскресенський), побудований в 1719 році, і його знаменитий дерев'яний позолочений іконостас.
До будівництва Новочеркаська (нової столиці козаків, на початку XIX століття) Черкаськ був єдиним населеним пунктом, що мав поділ на станиці всередині себе (Черкаську, Дурновську, Скородумовську, Прибилянську, Середню, Павловську, Риковську, Тютеревську (і/або Новоскородумовську), Татарську, Ратинську тощо)

## Історія
1570 року український князь Михайло Вишневецький на чолі 5000 козаків вирушив у похід проти Кримського ханства. Він не спромігся взяти османську фортецю Азов, за допомогою якого османи контролювали північно-східне узбережжя Азовського моря. Тому за 70 км від вище від Азова за Доном він заснував запорозьке містечко -- Черкаський городок, на згадку про козацькі наддніпрянські Черкаси, де розпочиналася його бойова служба, й звідки походили його запорізькі козаки. Як Запорізька Січ перекривала шлях татарам вгору по Дніпру, так само Черкаський городок перекривав їм шлях вгору по Дону. Першим донським отаманом став теж виходець з Черкас Михайло Черкашенин, з якого почалася історія Донського козацтва.
Залишивши козацьку сторожу у Черкаському городці, Дмитро Вишневецький рушив у похід на Кубань й потім відвідав московського царя. Згодом Черкаський городок під іменем Черкаська стає столицею Головного Донського війська. Першими поселенцями Черкаського городка були українські запорізькі козаки, що прийшли разом з Дмитром Вишневецьким. Вони стали ядром майбутнього Донського козацького війська.
Перші знайдені письмові згадки про «Черкаське містечко» на Дону датуються 1593 роком.
З Черкаську походить отаман війська Донського та великий ординський воєвода Степан Разін (згідно із більш поширеною версією, автором якої є німецький історик Олександр Рігельман, він був козаком станиці Зимовійської, проте це неможливо, бо та була заснована лише через 40 років після народження отамана). Тут жила сім'я Степана, як і родина його молодшого брата, Фрола Разіна.
У 1637 році через Черкаськ розпочався Азовський похід, відомий також як «Азовське сидіння»: коли, взявши фортецю Азов — давню козацьку твердиню, що довгий час перебувала під османською владою, козаки обороняли її чотири роки (1637—1642). Турки жорстоко помстилися донцям: в 1643 році вони захопили і повністю спалили Черкаськ, проте вже в наступному році місто було відновлено і укріплено.
У тому ж 1644 році в Черкаськ переміщається Головний Стан і місто стає столицею Головного Донського війська. У 1650 році за даній в Азовському сидінні обітниці будується дерев'яний Воскресенський собор. На майдані біля церкви збирається Козачий круг.
Саме звідси у 1676 році почалася війна ординців з боярським урядом, відома як козацьке повстання Степана Разіна, а в 1708 році тут, згідно з офіційною версією, у своєму курені було вбито ватажка іншого повстання — Кіндрата Булавіна.
У 1744 році Черкаськ практично повністю вигорів (забудова міста завжди велася дуже щільно) і пізніше так і не зміг повністю відновитися.
Навесні розливи Дона регулярно затоплювали місто. Саме через постійні розливи і пожежі, отаманом М. І. Платовим і було в 1804 році прийнято рішення про заснування нової столиці Області Війська Донського, яка в 1805 році була перенесена до Новочеркаська. Після чого Черкаськ почав іменуватися Старочеркаськ, а до кінця XIX століття втратив статус міста.

## Туристичні пам'ятки
- Архітектурний комплекс «Отаманське подвір'я»
- Будинок Булавіна
- Будинок Жученкових
- Палац отаманів Єфремових
- Петропавлівська церква (Старочеркаська)
- Преображенська церква (Старочеркаська)